# Brohisaurus
Brohisaurus („ještěr lidu Brohi/Brahui“) je potenciálně neplatný rod sauropodního dinosaura, jehož fosilie byly objeveny na území Pákistánu.

## Historie objevu
Fosilie tohoto menšího až středně velkého sauropoda z kladu Titanosauriformes byly objeveny v sedimentech souvrství Sembar na území pohoří Kirthar na jihu Pákistánu. Stáří těchto vrstev je pozdně jurské (geologický věk kimmeridž, stáří asi 157 až 152 milionů let). Nález sestává z fragmentárně dochované kostry v podobě fosilních úlomků žeber, obratlů a kostí končetin. V roce 2003 tyto fosilie formálně popsal pákistánský paleontolog M. Sadiq Malkani. Rodové jméno dinosaura odkazuje k místnímu lidukmene Brohi (Brahui), druhové k lokalitě objevu (pohoří Kirthar). V současnosti však není jisté, zda se jedná o platný taxon, nebo spíše o pochybné vědecké jméno (nomen dubium).

## Popis
Brohisaurus pravděpodobně spadal do vývojově odvozené skupiny sauropodů v rámci kladu Titanosauriformes. Není ale jisté, zda náležel i do kladu Titanosauria, protože postrádá některé definující anatomické znaky. Malkani se domníval, že může jít o blízkého příbuzného k africkému taxonu Malawisaurus, to ale také není jisté.
Průměr stehenní kosti činí pouze 12 cm, což odpovídá poměrně malým rozměrům (na poměry sauropodů). Délka objeveného jedince zřejmě nepřesahovala 15 metrů a hmotnost činila maximálně asi kolem 10 tun.